# Zephaniah Platt (Politiker, 1796)
Zephaniah Platt (* 31. März 1796 in Pleasant Valley, Dutchess County, New York; † 20. April 1871 in Aiken, South Carolina) war ein US-amerikanischer Jurist und Politiker.
Zephaniah Platt war der Sohn von Jonas Platt, beisitzendem Richter am Supreme Court of New York, und Helena (Livingston) Platt (1767–1859). Er wurde in der Presbyterian Church in Pleasant Valley (New York) getauft. Am 30. September 1818 heiratete er Cornelia Jenkins († 1890). Das Paar hatte sieben gemeinsame Kinder.
Er zog in das Michigan-Territorium, wo er in Jackson als Anwalt praktizierte. Später war er von 1841 bis 1843 Attorney General von Michigan. Nach dem Ende des Bürgerkrieges zog er nach South Carolina, wo er als Richter am 2. Bezirksgericht von 1868 bis zu seinem Tod 1871 tätig war.